# Bublava (přítok Ohře)
Bublava je drobný vodní tok v Doupovských horách v okresech Karlovy Vary a Chomutov. Je dlouhý 7,3 km, plocha jeho povodí měří 11,5 km² a průměrný průtok v ústí je 0,09 m³/s. Správcem toku je státní podnik Lesy ČR.
Potok pramení v katastrálním území Doupov u Hradiště v nadmořské výšce 732 metrů, asi dva kilometry východně od zaniklé vesnice Tocov. Nejprve teče na východ, ale brzy se širokým obloukem stočí k severu. Na levém břehu stávaly zaniklé vesnice Tunkov a Telcov. Poté, co opustí vojenský újezd, míjí už jen vesnici Oslovice a po 700 m se v nadmořské výšce 300 metrů vlévá zprava do Ohře.
Asi sto metrů západně od pramene pramení také Petrovský potok.